# Джей (Оклахома)
Джей (англ. Jay) — город в США, административный центр округа Делавэр, штат Оклахома. Население — 2425 человек (2020).

## География
Джей расположен по координатам 36°25′36″ с. ш. 94°47′48″ з. д. (36.426771, -94.796678). Согласно Бюро переписи населения США, город имеет площадь 8,22 км².

## Демография
| Год переписи                          | Нас. |  | %±    |
| ------------------------------------- | ---- |  | ----- |
| 1940                                  | 741  |  | —     |
| 1950                                  | 697  |  | −5,9% |
| 1960                                  | 1120 |  | 60,7% |
| 1970                                  | 1594 |  | 42,3% |
| 1980                                  | 2180 |  | 36,8% |
| 1990                                  | 2220 |  | 1,8%  |
| 2000                                  | 2482 |  | 11,8% |
| 2010                                  | 2448 |  | −1,4% |
| 2020                                  | 2425 |  | −0,9% |
| 1940–2020 Десятилетняя перепись в США |      |  |       |

Согласно переписи 2010 года, в городе проживало 2448 человек в 922 домохозяйствах в составе 589 семей. Плотность населения составляла 298 человек/км². Было 1083 квартир (132/км²).
| - 45,7% — белых - 39,2% — коренных американцев - 1,1% — азиатов - 0,4% — черных или афроамериканцев - 2,9% — лиц других рас |

К двум или более расам принадлежало 10,8%. Доля испаноязычных составила 6,3% всего населения.
По возрастному диапазону население распределялось следующим образом: 26,6% — лица младше 18 лет, 58,7% — лица в возрасте 18-64 лет, 14,7% — лица в возрасте 65 лет и старше. Медиана возраста жителя составила 35,8 лет. На 100 человек женского пола в городе приходилось 94,9 мужчины; на 100 женщин в возрасте от 18 лет и старше — 87,7 мужчин также старше 18 лет.
Средний доход на одно домохозяйство составил 36 593 доллара США (медиана — 23 110), а средний доход на одну семью — 46 247 долларов (медиана — 30 781). Медиана доходов составила 33 333 доллара для мужчин и 25 677 долларов для женщин. За чертой бедности находилось 34,4% человек, в том числе 36,3% детей в возрасте до 18 лет и 17,8% лиц в возрасте 65 лет и старше.
Гражданское трудоустроенное население составило 996 человек. Основные области занятости: образование, здравоохранение и социальная помощь — 27,3%, производство — 16,1%, искусство, развлечения и отдых — 10,6%, розничная торговля — 9,3%.